# 행동생태학

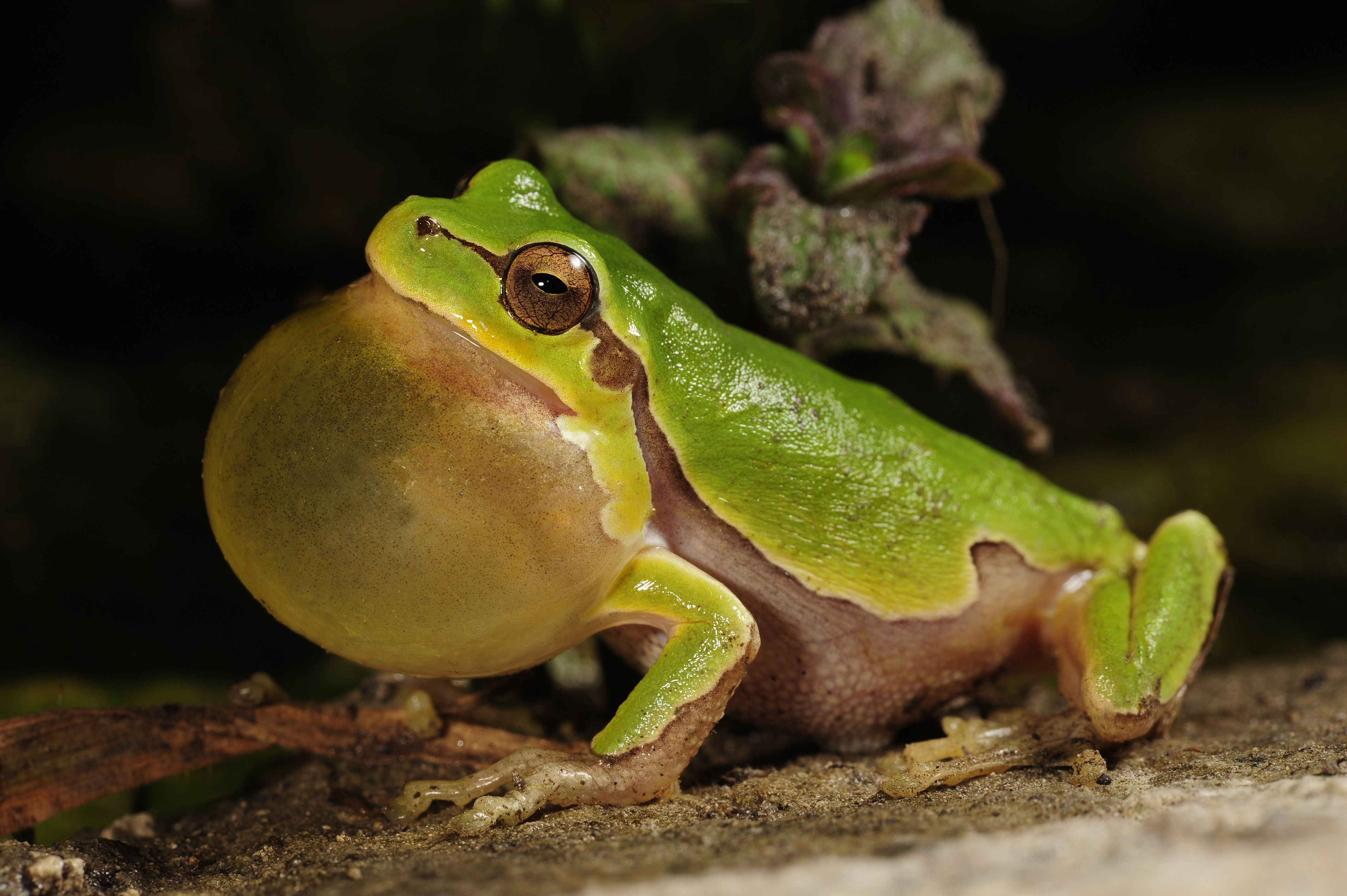

행동생태학(Behavioral ecology)는 행동학, 생태학, 진화생물학이 결합된 종합과학으로 생물 종의 행동양식과 이의 진화과정을 연구하는 학문이다.
행동생태학에서는 사회적 상호작용보다는 비 사회적 환경이 어떻게 행동 발현을 결정, 제한하는가에 주목하여 최적화이론이나 게임이론을 주로 사용한다. 이를 위해서 다양한 행동전략들의 현재의 생식성공도 차이를 측정한다. 유전자 확산 성공을 적응의 척도로 삼는 게 아니라 먹이 섭취율, 교배 빈도, 자원 방어와 같은 표현형적 성공의 정도를 척도로 삼는다.

## 같이 보기
- 생태학
- 진화적으로 안정된 전략